# مدار ۵۸ درجه شمالی
مدار ۵۸ درجه شمالی، دایره‌ای از عرض جغرافیایی است که در ۵۸ درجهٔ شمالی خط استوا  قرار دارد.

## گذر از مناطق
از نصف‌النهار مبدأ شروع می‌شود و به سمت مشرق ۵۸ درجه شمالی از موارد زیر گذر می‌کند:
| مختصات‌ها                                             | کشور، قلمرو یا دریا | توضیحات                                                                     |
| ---------------------------------------------------- | ------------------- | --------------------------------------------------------------------------- |
| ۵۸°۰′ شمالی ۰°۰′ شرقی / ۵۸٫۰۰۰°شمالی ۰٫۰۰۰°شرقی      | دریای شمال          |                                                                             |
| ۵۸°۰′ شمالی ۷°۲′ شرقی / ۵۸٫۰۰۰°شمالی ۷٫۰۳۳°شرقی      | نروژ                | Southernmost point                                                          |
| ۵۸°۰′ شمالی ۷°۳۲′ شرقی / ۵۸٫۰۰۰°شمالی ۷٫۵۳۳°شرقی     | اسکاژراک            |                                                                             |
| ۵۸°۰′ شمالی ۱۱°۳۲′ شرقی / ۵۸٫۰۰۰°شمالی ۱۱٫۵۳۳°شرقی   | سوئد                |                                                                             |
| ۵۸°۰′ شمالی ۱۶°۴۷′ شرقی / ۵۸٫۰۰۰°شمالی ۱۶٫۷۸۳°شرقی   | دریای بالتیک        | Passing just north of the islands of گوتلاند and Fårö, سوئد                 |
| ۵۸°۰′ شمالی ۲۲°۱′ شرقی / ۵۸٫۰۰۰°شمالی ۲۲٫۰۱۷°شرقی    | استونی              | Island of سارما                                                             |
| ۵۸°۰′ شمالی ۲۲°۱۱′ شرقی / ۵۸٫۰۰۰°شمالی ۲۲٫۱۸۳°شرقی   | خلیج ریگا           |                                                                             |
| ۵۸°۰′ شمالی ۲۴°۲۵′ شرقی / ۵۸٫۰۰۰°شمالی ۲۴٫۴۱۷°شرقی   | استونی              |                                                                             |
| ۵۸°۰′ شمالی ۲۴°۵۵′ شرقی / ۵۸٫۰۰۰°شمالی ۲۴٫۹۱۷°شرقی   | لتونی               |                                                                             |
| ۵۸°۰′ شمالی ۲۵°۱۵′ شرقی / ۵۸٫۰۰۰°شمالی ۲۵٫۲۵۰°شرقی   | استونی              | For about 3 km                                                              |
| ۵۸°۰′ شمالی ۲۵°۱۸′ شرقی / ۵۸٫۰۰۰°شمالی ۲۵٫۳۰۰°شرقی   | لتونی               | For about 9 km                                                              |
| ۵۸°۰′ شمالی ۲۵°۲۷′ شرقی / ۵۸٫۰۰۰°شمالی ۲۵٫۴۵۰°شرقی   | استونی              |                                                                             |
| ۵۸°۰′ شمالی ۲۷°۴۱′ شرقی / ۵۸٫۰۰۰°شمالی ۲۷٫۶۸۳°شرقی   | روسیه               |                                                                             |
| ۵۸°۰′ شمالی ۱۴۰°۳۳′ شرقی / ۵۸٫۰۰۰°شمالی ۱۴۰٫۵۵۰°شرقی | دریای اختسک         |                                                                             |
| ۵۸°۰′ شمالی ۱۵۷°۴۰′ شرقی / ۵۸٫۰۰۰°شمالی ۱۵۷٫۶۶۷°شرقی | روسیه               | شبه‌جزیره کامچاتکا                                                           |
| ۵۸°۰′ شمالی ۱۶۱°۵۹′ شرقی / ۵۸٫۰۰۰°شمالی ۱۶۱٫۹۸۳°شرقی | دریای برینگ         |                                                                             |
| ۵۸°۰′ شمالی ۱۵۷°۳۷′ غربی / ۵۸٫۰۰۰°شمالی ۱۵۷٫۶۱۷°غربی | ایالات متحده آمریکا | آلاسکا - شبه جزیره آلاسکا                                                   |
| ۵۸°۰′ شمالی ۱۵۵°۲′ غربی / ۵۸٫۰۰۰°شمالی ۱۵۵٫۰۳۳°غربی  | Shelikof Strait     |                                                                             |
| ۵۸°۰′ شمالی ۱۵۳°۵′ غربی / ۵۸٫۰۰۰°شمالی ۱۵۳٫۰۸۳°غربی  | ایالات متحده آمریکا | آلاسکا - Raspberry Island and Afognak Island                                |
| ۵۸°۰′ شمالی ۱۵۲°۴۷′ غربی / ۵۸٫۰۰۰°شمالی ۱۵۲٫۷۸۳°غربی | اقیانوس آرام        | خلیج آلاسکا                                                                 |
| ۵۸°۰′ شمالی ۱۳۶°۳۱′ غربی / ۵۸٫۰۰۰°شمالی ۱۳۶٫۵۱۷°غربی | ایالات متحده آمریکا | آلاسکا - Yakobi Island, Chichagof Island, Admiralty Island and the mainland |
| ۵۸°۰′ شمالی ۱۳۳°۳′ غربی / ۵۸٫۰۰۰°شمالی ۱۳۳٫۰۵۰°غربی  | کانادا              | بریتیش کلمبیا آلبرتا ساسکاچوان مانیتوبا                                     |
| ۵۸°۰′ شمالی ۹۲°۴۹′ غربی / ۵۸٫۰۰۰°شمالی ۹۲٫۸۱۷°غربی   | خلیج هودسن          |                                                                             |
| ۵۸°۰′ شمالی ۷۷°۱۲′ غربی / ۵۸٫۰۰۰°شمالی ۷۷٫۲۰۰°غربی   | کانادا              | کبک نیوفاندلند و لابرادور                                                   |
| ۵۸°۰′ شمالی ۶۲°۹′ غربی / ۵۸٫۰۰۰°شمالی ۶۲٫۱۵۰°غربی    | اقیانوس اطلس        |                                                                             |
| ۵۸°۰′ شمالی ۷°۶′ غربی / ۵۸٫۰۰۰°شمالی ۷٫۱۰۰°غربی      | بریتانیا            | اسکاتلند - island of Lewis and Harris                                       |
| ۵۸°۰′ شمالی ۶°۲۳′ غربی / ۵۸٫۰۰۰°شمالی ۶٫۳۸۳°غربی     | The Minch           |                                                                             |
| ۵۸°۰′ شمالی ۵°۱۹′ غربی / ۵۸٫۰۰۰°شمالی ۵٫۳۱۷°غربی     | بریتانیا            | اسکاتلند                                                                    |
| ۵۸°۰′ شمالی ۳°۵۲′ غربی / ۵۸٫۰۰۰°شمالی ۳٫۸۶۷°غربی     | دریای شمال          |                                                                             |